# Jels (plaats)
Jels is een plaats in de Deense regio Zuid-Denemarken, gemeente Vejen. De plaats telt 2019 inwoners (2020).

## Molen

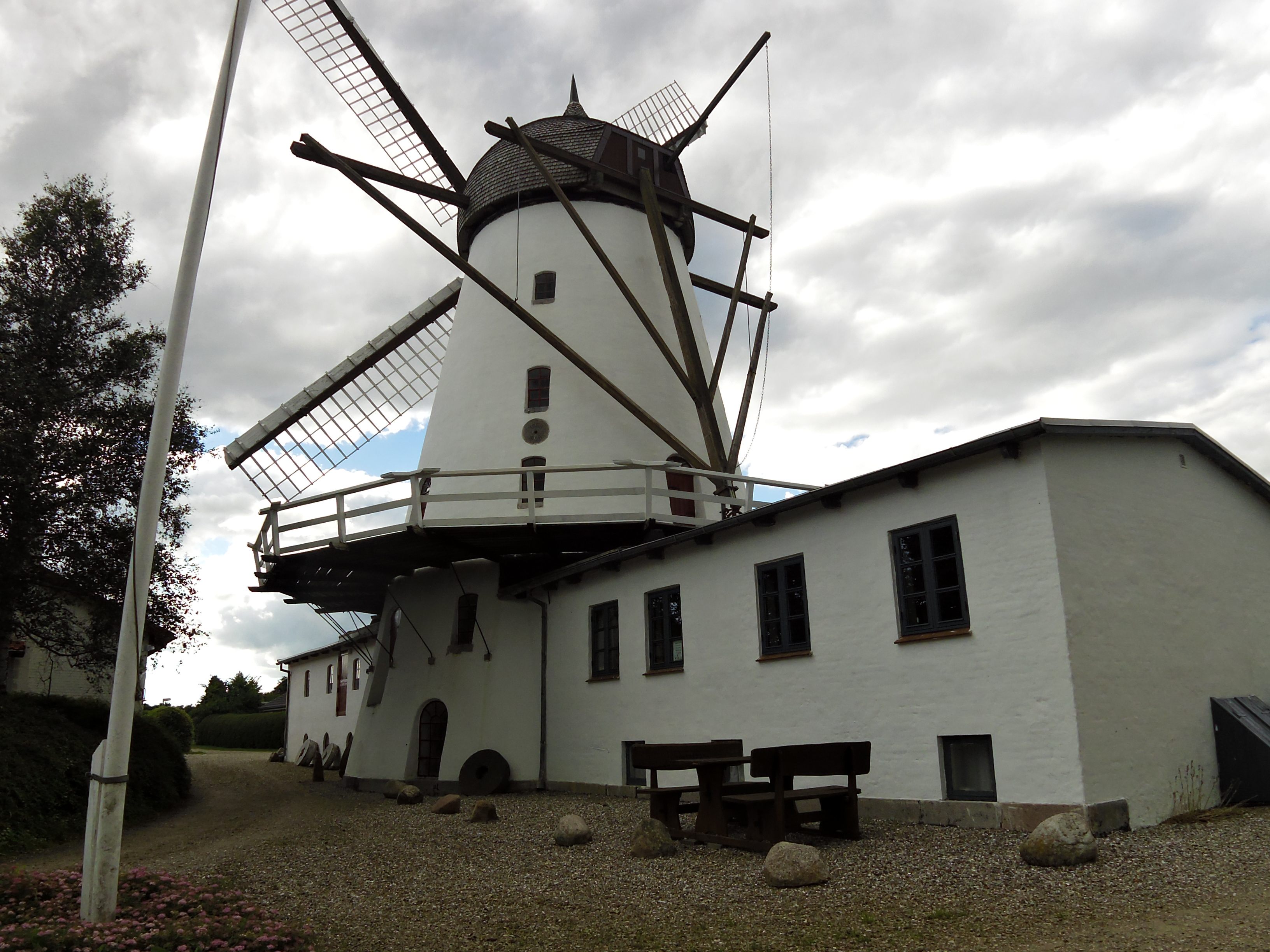
Jels Mølle

Het dorp heeft een torenmolen uit 1859 die tot 1952 in bedrijf was. Het bouwwerk is een beschermd monument.